# Алабуга (Новосибирская область)
Алабуга — деревня в Каргатском районе Новосибирской области. Входит в состав Алабугинского сельсовета. 

## География
Площадь деревни — 1569 гектаров. 

## Население
| 1926 | 2002 | 2007 | 2010 |
| ---- | ---- | ---- | ---- |
| 1971 | ↘500 | ↘443 | ↘376 |

## Инфраструктура
В деревне по данным на 2007 год функционируют 1 учреждение здравоохранения, 2 образовательных учреждения.